# Aeroporto di Riunione-Roland Garros
L'Aeroporto di Riunione-Roland Garros (IATA: RUN, ICAO: FMEE) è un aeroporto francese situato nella regione-dipartimento d'oltremare di Riunione.

## Statistiche
Questo grafico non è disponibile a causa di un problema tecnico.
Si prega di non rimuoverlo.
Vedi la query Wikidata di origine.